# Parascelio undulatus
Parascelio undulatus är en stekelart som beskrevs av Alan Parkhurst Dodd 1920. Parascelio undulatus ingår i släktet Parascelio och familjen Scelionidae. Inga underarter finns listade i Catalogue of Life.